# Segno di Blumberg
In medicina il segno di Blumberg è una indicazione di una infiammazione della parete del peritoneo.

## Storia
Il segno di Blumberg deve il suo nome al chirurgo e ginecologo tedesco Jacob Moritz Blumberg (1873-1955), che per primo descrisse il dolore di rimbalzo alla palpazione dell'addome che costituisce un elemento cardine del segno omonimo.

## Esecuzione

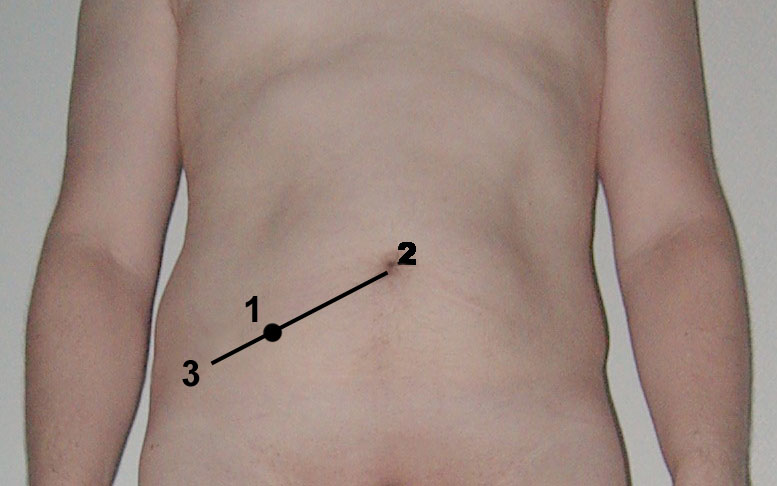
Punto di McBurney

Con il paziente in posizione supina, il medico o il professionista sanitario, esercita una pressione leggera partendo da zone non spontaneamente dolorose, alla ricerca di aree di contrattura, che talvolta è notevole (addome di legno o a tavola). 
In presenza di una zona di contrattura o dolorabilità evocata alla palpazione, accentuata da iperestesia cutanea, il medico o l'infermiere, solleva bruscamente le mani dall'addome: la comparsa di un dolore acuto trafittivo rappresenta la positività del segno di Blumberg, indice di una possibile peritonite.
Data la frequenza con cui si presenta in urgenza, il segno di Blumberg viene spesso ricercato nell'area dove è più probabile la sede dell'appendice, nel cosiddetto punto di McBurney, che si trova a due terzi sulla linea che unisce l'ombelico alla spina iliaca antero-superiore destra.
Dato che la reazione al dolore è discriminante ai fini dell'esecuzione della manovra, la ricerca del segno di Blumberg andrebbe effettuata prima della somministrazione di farmaci antinfiammatori o antalgici che potrebbero invalidare il risultato.

## Significato patologico
Il dolore evocato dalla pressione è segno di infiammazione del foglietto parietale peritoneale; la sua localizzazione è estremamente importante nelle fasi precoci di peritonite, in quanto essa inizia immediatamente al di sopra dell'organo il cui interessamento ha dato origine all'infiammazione. Più avanti nel decorso della malattia viene progressivamente colpita un'area sempre più vasta, con la comparsa dell'addome a tavola.
Il dolore acuto che insorge quando la mano viene ritirata è dovuto allo sfregamento dei foglietti sierosi del peritoneo che sono interessati dal processo infiammatorio, ed è tipico di questa condizione; la positività al segno di Blumberg viene utilizzata per discriminare inizialmente la peritonite da altre patologie ad interessamento addominale. 
Tranne nei casi evidenti accompagnati da altra sintomatologia concorde, la diagnosi iniziale sarà poi confermata da ulteriori esami strumentali, utili anche a localizzare l'origine dell'infiammazione.